# San José (Entre Ríos)
San José is een plaats in het Argentijnse bestuurlijke gebied Colón in de provincie  Entre Ríos. De plaats telt 13.406 inwoners.